# 2MASS J03020122+1358142
2MASS J03020122+1358142 ist ein Brauner Zwerg im Sternbild Widder. Er wurde 2000 von J. Davy Kirkpatrick et al. entdeckt. Er gehört der Spektralklasse L3 an.